# Jean-Luc Brunel
Jean-Luc Brunel (* 1946 in Paris; † 18. oder 19. Februar 2022 ebenda) war ein französischer Unternehmer und Model-Agent. Er erlangte durch die Leitung der internationalen Modelagentur Karin Models Bekanntheit und gründete mit Hilfe der Finanzierung durch den Sexualstraftäter Jeffrey Epstein die eigene Agentur MC2 Model Management. Gegen Brunel wurden seit den 1980er Jahren Vorwürfe des sexuellen Missbrauchs erhoben und laut Berichten war Brunel ein wichtiger Komplize im Sexhändlerring von Epstein.
Er wurde am 16. Dezember 2020 verhaftet und von der französischen Staatsanwaltschaft der Vergewaltigung von Minderjährigen angeklagt, er verstarb jedoch im Gefängnis, bevor der Prozess abgeschlossen war.

## Laufbahn
Brunel begann seine Karriere in den späten 1970er Jahren als Modelscout für Karin Mossbergs Agentur Karin Models in Paris und wurde 1978 deren Leiter. Für Karin Models entdeckte Brunel bekannte Models wie Christy Turlington, Angie Everhart oder Jerry Hall. Brunel lernte in den 1980er Jahren Ghislaine Maxwell kennen, die ihn später mit dem Finanzier Jeffrey Epstein bekannt machte. Anfang der 2000er Jahre zog Brunel in die Vereinigten Staaten. Im Jahre 2005 wandelte Brunel mit finanzieller Unterstützung Epsteins Karin Models’ US-amerikanische Unternehmensdivision in eine eigenständige Modelagentur mit dem Namen MC2 Model Management um und eröffnete Büros in Miami und New York City.
Virginia Roberts Giuffre, eine Anklägerin Epsteins, behauptete in einer Gerichtsakte aus dem Jahr 2014, die Agentur sei ein Deckmantel für einen Sexhändlerring gewesen. Über das System sollen Frauen und minderjährige Mädchen laut Berichten mit Modeljobs angelockt und dann systematisch missbraucht worden sein.
Im Jahr 2019 wurde berichtet, dass Brunel an der Gründung von The Identity Models in New York City und der 1Mother Agency in Kiew, Ukraine, beteiligt war. MC2 wurde am 27. September 2019 aufgelöst. Nach Epsteins Tod im August 2019 tauchte Brunel unter; kurz darauf leitete die französische Nationalpolizei Ermittlungen gegen ihn ein. Im September 2019 wurden sein Haus und seine Büros in Paris von französischen Ermittlern im Rahmen einer Untersuchung zu den Straftaten Epsteins durchsucht.

### Verhaftung und Tod
Am 16. Dezember 2020 wurde Brunel von der Polizei am Flughafen Charles de Gaulle in Paris abgefangen, als er sich nach Dakar absetzen wollte. Er wurde daraufhin in Untersuchungshaft genommen, um wegen Vergewaltigung, sexueller Nötigung, krimineller Verschwörung und Menschenhandel befragt zu werden, wobei alle Vorwürfe Minderjährige betrafen.
Nachdem er mehrere Monate in Untersuchungshaft verbracht hatte, wurde Brunel im September 2021 formell wegen Vergewaltigung in einem Fall angeklagt. Die Anklage bezog sich auf den Vorwurf, Brunel habe in den 1990er Jahren ein 17-jähriges Model in einem Nachtclub unter Drogen gesetzt und vergewaltigt. Brunel beteuerte seine Unschuld.
Am 19. Februar 2022 wurde Brunel tot in seiner Zelle im Gefängnis La Santé aufgefunden, er starb mutmaßlich durch Suizid. Eine Untersuchung zur Ermittlung der Todesursache wurde eingeleitet.

## Vorwürfe des sexuellen Missbrauchs und der Zwangsprostitution
Anschuldigungen des sexuellen Missbrauchs gegen Brunel wurden erstmals im Jahre 1988 im Rahmen der Sendung 60 Minutes erhoben. Die Reportage American Models in Paris, die am 23. Oktober 1988 von 60 Minutes ausgestrahlt wurde, befasste sich mit dem Verhalten von Brunel und dem Pariser Modelagenten Claude Haddad. Mehrere US-amerikanische Models, die mit Brunel zusammenarbeiteten, wurden in der Reportage interviewt und beschrieben ihre Erfahrungen mit der von Brunel geförderten Kultur, in der die Models routinemäßig unter Drogen gesetzt und sexuell missbraucht wurden.
Im Jahr 2002 wurde Brunel erneut mit Missbrauch in Verbindung gebracht, nachdem das Supermodel Karen Mulder in der französischen Presse die in der Branche vorherrschende Kultur des Missbrauchs und der Manipulation beschrieben hatte.
Virginia Giuffre beschuldigte Brunel, Frauen für Epstein im Rahmen eines unter dem Schirm seiner Modelagentur ablaufenden Systems der Zwangsprostitution zur Verfügung gestellt zu haben. In einer eidesstattlichen Erklärung aus dem Jahr 2015 behauptete Giuffre, Epstein habe ihr gegenüber damit geprahlt, dass er "mit über 1.000 von Brunels Mädchen geschlafen habe". Unter anderem soll er Epstein drei 12-jährige Mädchen zu seinem Geburtstag zur Verfügung gestellt haben, welche extra in die Vereinigten Staaten eingeflogen worden wären. Giuffre gab auch an, dass sie Anfang der 2000er Jahre als Minderjährige von Epstein und Maxwell genötigt wurde, sich für mehrere hochrangige Persönlichkeiten, darunter auch Brunel, zu prostituieren. Als enger Partner von Epstein flog Brunel häufig in dessen Privatflugzeug mit und besuchte Epstein nach dessen Verurteilung 2008 im Gefängnis.
2022 wurde Brunel für die Vergewaltigung einer damals 17-Jährigen in den 1990er Jahren angeklagt.

## Privates
Brunel war mit Helen Hogberg, einem schwedischen Model, verheiratet. Hogberg ließ sich 1979 von Brunel scheiden. 1988 heiratete er das US-amerikanische Model Roberta Chirko. Das Paar ließ sich später scheiden.